# Serjania albida
Serjania albida är en kinesträdsväxtart som beskrevs av Ludwig Radlkofer. Serjania albida ingår i släktet Serjania och familjen kinesträdsväxter. Inga underarter finns listade i Catalogue of Life.